# Maria Matilde Almendros i Carcasona
Maria Matilde Almendros i Carcasona   (Manresa, 10 d'octubre de 1922 - Barcelona, 15 de desembre de 1995) fou una actriu i locutora de ràdio catalana. Va començar a fer teatre, mentre estudiava a l'escola d'Arts i Oficis i treballava en una fàbrica de sabates. El 1940 va fer la primera aparició radiofònica a EAJ 51 Ràdio Club Manresa, mentre debutava com a primera actriu del Teatre Apolo.

## Biografia
Casada de ben jove, abandonà temporalment la seva carrera professional per traslladar-se a viure a Barcelona. A partir de l'any 1943 va tornar als escenaris i tornar a actuar al Teatre Romea, on va participar l'any 1952 a l'obra L'amor viu a dispesa de Josep Maria de Sagarra, juntament amb Maria Vila i Emília Baró. Degut al seu èxit, l'any 1953 ingressà a la companyia titular del teatre. Al costat de Màrius Cabré esdevingué la protagonista dels drames d'Àngel Guimerà, en especial Terra baixa, que es representà arreu de Catalunya. Després formà una companyia pròpia dedicada al repertori tradicional català.
El mateix any, 1943, s'incorporà al grup teatral de Ràdio Barcelona, sota la direcció del mestre Armand Blanch. A finals de la dècada dels quaranta, va conèixer el cap de programes de Radio Nacional de España a Barcelona, Joan Viñas i Bona, que la va convèncer per fer teatre a Radio Nacional i, des de l'any 1954, li va proporcionar col·laboracions com a locutora de Radio Nacional de España a Catalunya. Entre els programes amb més èxit destaquen, el magazine musical Fantasía amb Federico Gallo i Jorge Arande, i el programa diari De España para los Españoles, emès des del 1964 fins al 1978, on presentava peces musicals sol·licitades pels familiars d'emigrants espanyols a l'estranger, sobretot a Europa, i molt sovint acompanyades de missatges o lectures de cartes emotives.
Considerada com una de les precursores de les primeres emissions de ràdio en català després de la Guerra Civil espanyola, participà en la fundació Ràdio 4 on fou la primera veu que s'escoltà en l'emissió inaugural de la mateixa ràdio, el 13 de desembre de 1976. Va participar en els programes Temps obert, La veu de la sardana, Paraula i pensament o Lliçons de català. Per altra banda, gràcies a la seva qualitat de veu, dicció i habilitats interpretatives va desenvolupar una notable carrera com a actriu de doblatge en castellà. En televisió, intervingué a la sèrie de televisió Doctor Caparrós protagonitzada per Joan Capri, emesa a Televisió Espanyola en les desconnexions del circuit català. La sèrie tingué gran èxit a Catalunya i rebé un Premi Ondas l'any 1980 com a Millor Programa Nacional de Televisió. Per altra banda, a les eleccions generals espanyoles de 1977 es presentà a la província de Barcelona pel Pacte Democràtic per Catalunya, però no sortí escollida.
Durant la seva carrera professional, va rebre nombrosos premis i guardons, entre els quals destaquen el Premi Ondas com a millor de locutora de ràdio l'any 1969 i la Creu de Sant Jordi l'any 1990, com a reconeixement a la seva carrera professional. Després d'una llarga malaltia, va morir a Barcelona el 15 de desembre de 1995. Com a homenatge pòstum, a Barcelona es troben uns jardins a l'interior d'una illa del barri de l'esquerra de l'Eixample anomenats Jardins de Maria Matilde Almendros en honor seu.

## Trajectòria teatral
- 1951. Retorn a la llar de Lluís Mas i Pons, amb la Companyia Almendros-Ferrer.
- 1952. L'amor viu a dispesa de Josep Maria de Sagarra, amb el personatge de Floriana.
- 1953, 15 de gener. La tercera vegada de Lluís Elias. Estrenada al teatre Romea de Barcelona. (En el personatge d'Elvireta, 22 anys)
- 1954, 5 març. El personatge de Mònica de l'obra Una història qualsevol de Josep A. Tàpias i Santiago Vendrell. Estrenada al Teatre Romea de Barcelona.
- 1955. Camarada Cupido de Xavier Regàs, en el personatge de Ludmila.
- 1958. El pobre d'esperit i els altres de Josep Maria de Sagarra, amb el personatge d'Elvira.

## Trajectòria cinematogràfica
- 1958. El Ángel está en la Cumbre, de Jesús Pascual
- 1968. En Baldiri de la Costa, de Josep Maria Font i Espina
- 1990. Boom, boom de Rosa Vergés.